# HD14494
HD14494 є хімічно пекулярною зорею спектрального класу
A5 й має видиму зоряну величину в смузі V приблизно  9,3.